# Mont Ashland
Pour les articles homonymes, voir Ashland.
Le mont Ashland est un sommet de l'Oregon, aux États-Unis, s'élevant à 2 296 mètres d'altitude, constituant le point culminant des monts Siskiyou au sein des monts Klamath. Il tient son nom de la ville d'Ashland, à 14 kilomètres au nord. Il est situé dans la forêt nationale de Rogue River-Siskiyou. Il abrite la station de sports d'hiver de Mount Ashland Ski Area.